# Paul Berth
Paul Ludvig Laurits Berth (Copenaghen, 7 aprile 1890 – Gentofte, 9 novembre 1969) è stato un calciatore danese.

## Carriera

### Nazionale
Prese parte, con la sua Nazionale, ai Giochi olimpici del 1912 (dove vinse la medaglia d'argento) e del 1920.

## Palmarès

### Nazionale
- Argento olimpico: 1

Stoccolma 1912